# Мотоо Тацухара
Мотоо Тацухара (на японски: 立原 元夫) е японски футболист.

## Национален отбор
Записал е и 4 мача за националния отбор на Япония.
| Япония | Япония | Япония |
| Година | Мачове | Голове |
| ------ | ------ | ------ |
| 1934   | 2      | 0      |
| 1935   | 0      | 0      |
| 1936   | 2      | 0      |
| Общо   | 4      | 0      |